# Heinrich von Wittek
Heinric von Wittek (Vienna, 29 gennaio 1844 – Vienna, 9 aprile 1930) è stato un politico e nobile austriaco.

## Biografia
Heinrich Wittek nacque a Vienna, figlio primogenito di Johann Marzellin Wittek (1801–1876), ufficiale dell'esercito austro-ungarico, che poco dopo la nascita di Heinrich venne nominato educatore degli arciduchi della casa d'Asburgo, i figli dell'arciduca Francesco Carlo d'Asburgo-Lorena. Il ragazzo crebbe pertanto alla corte imperiale e divenne particolarmente amico dell'arciduca Ludovico Vittorio, fratello minore del futuro imperatore Francesco Giuseppe d'Austria, al quale era quasi coetaneo. Nel 1858 il padre ottenne la nobilitazione e gli venne concesso titolo di cavaliere ereditario nel 1871.

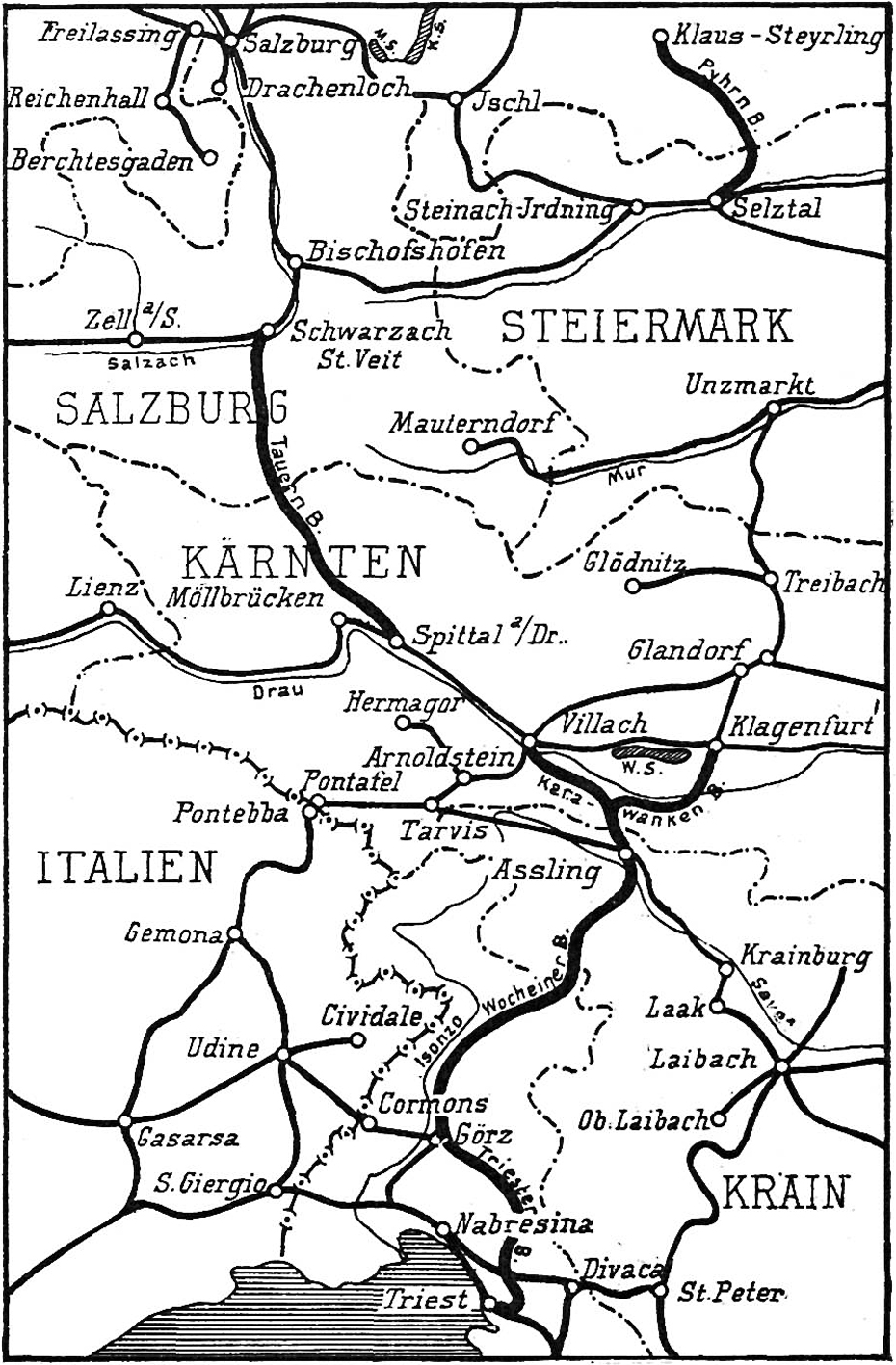
Mappa delle Nuove Ferrovie Alpine (1921)

Wittek frequentò a Vienna lo Schottengymnasium e poi l'Università di Vienna dove si laureò in legge. Iniziò la sua carriera al servizio dello stato nel ministero del commercio, dove venne impiegato nella progettazione delle nuove ferrovie dopo la Lunga Depressione dal 1873 in poi. Noto esperto nel campo, venne promosso capo dipartimento delle ferrovie nel 1886 ed infine ministro per un breve periodo nel 1895.
Il 30 novembre 1897, Wittek venne nominato ministro delle ferrovie nel governo del primo ministro Paul Gautsch von Frankenthurn, posto che mantenne indenne nei diversi gabinetti di governo che si succedettero, sino al 1º maggio 1905. Con le dimissioni del conte Manfred von Clary-Aldringen il 21 dicembre 1899, divenne primo ministro della Cisleitania sino alla nomina di Ernest von Koerber il 18 gennaio 1900.
Durante le quattro settimane nelle quali Wittek rimase impegnato, le ferrovie nazionali austroungariche crebbero notevolmente grazie ad un esteso programma di costruzione, sfociando nella costruzione della Ferrovia di Bohinj e nella Ferrovia dei Tauri. Wittek si impegnò per primo anche nel miglioramento delle condizioni dei lavoratori delle ferrovie. I suoi progetti vennero ad ogni modo giudicati eccessivamente costosi e pertanto venne costretto a dimettersi dalla sua posizione il 1º maggio 1905.
Alcuni giorni dopo, il sindaco di Vienna e suo amico personale, Karl Lueger, lo rese cittadino onorario della capitale. Il 16 agosto ottenne la nomina di membro a vita della Camera dei Signori d'Austria per mano dell'imperatore Francesco Giuseppe.
Wittek morì a Vienna e venne sepolto nel cimitero di Hietzinger.